# Edoardo in Iscozia
Edoardo in Iscozia (título original en italiano; en español, Eduardo en Escocia) es una ópera en dos actos con música de Carlo Coccia y libreto en italiano de Domenico Gilardoni. Se estrenó el 8 de mayo de 1831 en el Teatro de San Carlos de Nápoles, Italia.